# Hercule contre les mercenaires
Pour plus de détails, voir Fiche technique et Distribution.
Hercule contre les mercenaires (L'ultimo gladiatore) est un film italien réalisé par Umberto Lenzi, sorti en 1964.

## Synopsis
Ambitieuse, Messaline ne souhaite qu'une seule chose : le pouvoir. Pour arriver à ses fins, elle demande de l'aide à Hercule, un esclave doté d'une très grande force, mais celui-ci refuse. De ce fait, Messaline fait emprisonner Ena, la fiancée d'Hercule, pour obliger l'homme à accepter la proposition…

## Fiche technique
- Titre original : L'ultimo gladiatore
- Titre français : Hercule contre les mercenaires
- Réalisation : Umberto Lenzi, assisté de Viktor Tourjanski
- Scénario : Gian Paolo Callegari et Albert Valentin, d'après leur histoire
- Costumes : Mario Giorsi
- Photographie : Pier Ludocivo Pavoni
- Montage : Nella Nannuzzi
- Musique : Carlo Franci
- Pays d'origine :  Italie
- Genre : péplum
- Durée : 98 minutes
- Dates de sortie :
  -  Italie : 27 juin 1964
  -  France : 21 octobre 1964

## Distribution
- Richard Harrison : Hercule (Glaucus en VO)
- Lisa Gastoni (VF : Claire Guibert) : Messaline
- Marilù Tolo : Ena
- Philippe Hersent (VF : Fernand Fabre) : Claudio
- Livio Lorenzon (VF : Jean Violette) : le préfet de la cour
- Jean Claudio (VF : Lui-même) : Gaio Silio
- Enzo Fiermonte (VF : Henry Djanik) : l'entraîneur des gladiateurs
- Gianni Solaro (VF : René Arrieu) : Cassius Chaerea
- John McDouglas (VF : Lucien Bryonne) : Lucilius
- Laura Rocca (VF : Claude Chantal) : Procusa
- Charles Borromel (VF : René Bériard) : Caligula